# Robert Mattson
Robert Emanuel Mattson, född den 16 maj 1851 i Vårdö, Åland, död den 10 maj 1935 i Helsingfors, var en åländsk skeppsredare och kommerseråd, farbror till Eyolf Mattson.

## Biografi
Efter en tid som sjöman och slutligen sjökapten, startade han 1878 ett eget rederi i Mariehamn. Han ägde vid sekelskiftet 17 segelfartyg och etablerade sig 1915 i Helsingfors inom fastighetsbranschen.
Mattson grundade 1925 ett nytt rederi, AB Naxos Prince, och var från 1916 huvudägare i Maskin- och Brobyggnads Ab.
Mattson donerade medel, som 1926 möjliggjorde tillsättning av en professur i musik- och folkdiktsforskning vid Åbo Akademi.